# Чарли Пасарел
Чарлз Мануел Пасарел-младши (на английски: Charles Manuel Pasarell Jr.) е пуерториканско-американски тенисист.

## Биография
Чарлз Мануел Пасарел-младши е роден на 12 февруари 1944 г. в Сан Хуан, Пуерто Рико. Баща му също е бил тенисист и е шампион на Пуерто Рико шест пъти през 50-те години на XX век.
Чарли Пасарел посещава и завършва Калифорнийския университет в Лос Анджелис.

## Кариера
Чарли Пасарел е класиран десет пъти в топ десет на САЩ, номер 1 през 1967 г. и номер 11 в света през 1966 г.
Чарли Пасарел участва в големи турнири от 1960 до 1979 г., като най-успешните му представяния са на двойки. Той стига до финал на двойки мъже на първенството на САЩ през 1965 г. с Франк Фрьолинг и през 1969 г. с Денис Ралстън, на Откритото първенство на Франция с Артър Аш през 1970 г. и на Откритото първенство на Австралия през 1977 г. с Ерик ван Дилен. Той е четвъртфиналист на сингъл на Националното първенство на САЩ през 1965 г. и на Уимбълдън през 1976 г. 
Чарли Пасарел е член на отбора на САЩ за Купа Дейвис през 1966, 1967, 1968 и 1974 г. 
На двойки най-значимите победи на Пасарел са на Националното първенство на САЩ на закрито през 1967 г. с Артър Аш, на игрите на „Американ Еърлайнс“ през 1974 г. с Шерууд Стюарт, които се играят до настоящия турнир в Индиън Уелс, и Алън Кинг Класик през 1976 г. с Артър Аш.
Чарли Пасарел е въведен в Международната зала на славата на тениса през юли 2013 г.
Чарли Пасарел е основател на турнира Индиън Уелс Оупън в Калифорния, чийто дългогодишен директор е до оттеглянето си от тази позиция през 2012 г.

## Кариерна статистика

#### Финали на двойки отГолям шлем(4)
| година | турнир       | партньор       | съперник               | резултат                     |
| ------ | ------------ | -------------- | ---------------------- | ---------------------------- |
| 1965   | ОП САЩ       | Франк Фрьолинг | Фред Стол Рой Емерсън  | 4 – 6, 12 – 10, 5 – 7, 3 – 6 |
| 1969   | ОП САЩ       | Денис Ралстън  | Кен Розуол Фред Стол   | 6 – 2, 5 – 7, 11 – 13, 3 – 6 |
| 1970   | Ролан Гарос  | Артър Аш       | Илие Настасе Йон Циряк | 2 – 6, 4 – 6, 3 – 6          |
| 1977   | ОП Австралия | Ерик ван Дилен | Тони Роуч Артър Аш     | 4 – 6, 4 – 6                 |